# Rachiptera virginalis
Rachiptera virginalis är en tvåvingeart som först beskrevs av Erich Martin Hering 1942.  Rachiptera virginalis ingår i släktet Rachiptera och familjen borrflugor. Inga underarter finns listade i Catalogue of Life.